# Hamelin de Warenne
Hamelin d'Anjou puis Hamelin de Warenne (autour de 1130 – 7 mai 1202), fut un baron anglo-normand de la cour des rois d'Angleterre Henri II, Richard Cœur de Lion et Jean. Il fut comte de Surrey en droit de sa femme, et peut-être vicomte de Touraine.

## Biographie

### Sous le règne d'HenriII
Il est le fils illégitime de Geoffroy V d'Anjou dit Plantagenêt, comte du Maine et d'Anjou. Il est donc demi-frère d'Henri II, et oncle de Richard et Jean. Henry II lui donne à épouser l'une des plus riches héritières du royaume, Isabelle de Warenne († 1203), comtesse de Surrey de jure. Elle est la fille de Guillaume III de Warenne, et la veuve de Guillaume de Blois, le fils du roi Étienne d'Angleterre. Thomas Becket avait refusé qu'elle épouse Guillaume FitzEmperesse, le frère d'Henri II. Ils se marient en avril 1164, et il est reconnu comme comte de Warenne (comte de Surrey). Il adopte alors le toponyme de Warenne, tout comme ses descendants.
Ses terres anglaises étaient centrées autour de Connisborough, Yorkshire, lieu où il bâtit un imposant château vers 1180. Il perçoit le tiers (the third penny) des revenus du comté de Surrey, et tient les châteaux de Mortemer et Bellencombre en Normandie. Les possessions des Warenne placent Hamelin à la neuvième place des plus riches seigneurs anglais en 1173. En Haute-Normandie aussi les domaines des Warenne sont importants, sans que l'on puisse dire exactement comment ils se situent par rapport aux autres barons.
Il se joint à la dénonciation de Thomas Becket en 1164, et malgré ceci, devient très croyant en la sainteté de Becket après sa mort. Il est dit qu'il aurait été guéri de la cécité par le saint. En 1173, il atteste plusieurs chartes à Fontevrault en tant que « vicomte de Touraine ». Il se peut qu'il ait été investi de la défense des possessions angevines dans cette région sensible en contact avec la Maison de Blois, pendant l'exil d'Henri II en Irlande. En 1176, il escorte sa nièce Jeanne d'Angleterre en Sicile pour la confier à la cour de Guillaume II de Sicile en vue de son futur mariage.
Il reste loyal à Henri II, le supportant dans tous les problèmes qu'il rencontre durant la fin de son règne, quand beaucoup de barons l'ont déserté. Toutefois, il n'appartient pas au cercle restreint des proches du roi.

### Sous le règne deRichardIeret Jean
Il continue en étant un proche soutien de son neveu Richard Ier. Durant la présence de ce dernier à la troisième croisade, il se range du côté de William Longchamp, l'évêque d'Ely, régent et chancelier du royaume. En 1193, il est le trésorier responsables de la collecte de rançon de Richard avec Guillaume d'Aubigny, 3e comte d'Arundel. Hamelin apparaît au second couronnement de Richard en 1194 portant l'une des trois épée d'État, et à celui de Jean en 1199. Après le concile de Nottingham en 1194, son implication dans la politique anglaise va en déclinant.
Il meurt le 7 mai 1202 et est inhumé dans la salle capitulaire de l'abbaye Saint-Pancrasse de Lewes (Sussex). Sa femme meurt peu après et est inhumée avec lui. Son fils Guillaume IV de Warenne, 5e comte de Surrey lui succède. L'une de ses filles (peut-être non listée ci-dessous) fut la maîtresse du roi Jean d'Angleterre, et par lui la mère de Richard FitzRoy.

### Famille et descendance
De son mariage avec Isabelle de Warenne (en) († 1203), comtesse de Surrey, en avril 1164, il eut la descendance connue suivante :
- Guillaume IV de Warenne (vers 1166 – 27 mai 1240), 5e comte de Surrey. Il épousa Matilde d'Aubigny, fille du 2e comte d'Arundel (avant 1207)[1], puis Maud le Maréchal, fille du 1er comte de Pembroke (avant 1225) ;
- Ela (née avant 1199), épousa Robert de Newburn, puis William FitzWilliam de Sprotborough/ Guillaume Ier de Ponthieu ;
- Isabelle, épousa Robert de Lacy, puis Gilbert de l'Aigle, lord de Pevensey ;
- Marie (Maude, Mathilde, Margaret) de Warenne, épousa Henri, 6e comte d'Eu et lord d'Hastings, puis Henry d'Estouteville, lord d'Eckington (Derbyshire) et seigneur de Valmont ;
- Suzanne de Warenne.

## Sources
- Thomas K. Keefe, « Warenne, Hamelin de, earl of Surrey (d. 1202) », Oxford Dictionary of National Biography, Oxford University Press, 2004.

- (en) Cet article est partiellement ou en totalité issu de l’article de Wikipédia en anglais intitulé « Hamelin de Warenne, 5th Earl of Surrey » (voir la liste des auteurs).
- Généalogie des comtes de Surrey.